# Nannup
Nannup è una città situata nella regione di South West, in Australia Occidentale; essa si trova 280 chilometri a sud di Perth ed è la sede della Contea di Nannup. Al censimento del 2006 contava 501 abitanti.